# Tachina actinosa
Tachina actinosa är en tvåvingeart som först beskrevs av Henry J. Reinhard 1938.  Tachina actinosa ingår i släktet Tachina och familjen parasitflugor.
Artens utbredningsområde är Oregon. Inga underarter finns listade i Catalogue of Life.